# Stolnica v Salisburyju s škofovega posestva
 Stolnica v Salisburyju s škofovega posestva je slika krajinskega slikarja Johna Constabla (1776–1837) iz leta 1823. Ta podoba stolnice v Salisburyju, ene najbolj znanih srednjeveških cerkva v Angliji, je eno njegovih najbolj cenjenih del, naročil pa jo je eden od njegovih najbližjih prijateljev, škof v Salisburyju John Fisher.
Constable je leta 1820 obiskal Salisbury in naredil serijo oljnih skic stolnice, ki so bile vzor tej kompoziciji. Umetnik je izbral razgledno točko s škofovega vrta in spodaj levo vključil figure dr. Fisherja in njegove žene. Po razstavi na Kraljevi akademiji iz leta 1823 je Constable pripomnil: »Moja stolnica izgleda zelo dobro .... To je bila najtežja tema v krajini, ki sem jo kdaj imel na mojem 'štafelaju'. Nisem se spogledal z delom oken, opornikov, itd. - vendar sem kot po navadi pobegnil v zginjajoč Chiaroscúro.« Njegovemu mecenu ni bil všel temni oblak nad stolnico in je, ko je naročil manjšo repliko, zahteval 'bolj vedro nebo'.
Slika uteleša celotno paleto lastnosti tipične britanske krajinske slike - oblaki, drevesa, vodni travnik, pitje živine na robu pašnika in slavna arhitektura srednjeveške stolnice - vendar vse v človeškem merilu. Take slike so tako pogojevale naš pogled na podeželsko Britanijo, da si je zdaj težko predstavljati čas, ko podeželje in podeželsko življenje nista bila tako zelo spoštovana.
Različica slike je tudi v Frick Collection v New Yorku. Nekoliko drugačna je, saj prikazuje drugačno vreme in s tem tudi svetlobo. Medtem ko londonska različica prikazuje stolnico z oblačnim nebom, jo različica v Fricku prikazuje z jasnim svetlim nebom. Majhna različica slike je v knjižnici Huntington v San Marinu v Kaliforniji. John Fisher jo je podaril svoji hčerki kot poročno darilo.
Obstaja še zgodnejša istoimenska različica (1821-1822) te slike v muzeju umetnosti v São Paulu. Govori se, da Fisherju, ko je videl mračne in tihe barve, to ni bilo všeč in je prosil za srečnejše, svetlejše.
Eno od oljnih skic, narejenih leta 1820, hranijo v Narodni galeriji Kanade v Ottawi.